# Odna radost'
Odna radost' (Одна радость) è un film del 1933 diretto da Ivan Pravov e Ol'ga Ivanovna Preobraženskaja.